# Mejyritch
Mejyritch (en ukrainien : Межиріч ; en anglais : Mezhyrich) est un village (selo) de l'oblast de Tcherkassy, dans le centre de l'Ukraine.

## Géographie
Mejyritch se trouve à 22 km de Kaniv, près du point de confluence où la rivière Rossava se jette dans la Ros'.

## Découvertes préhistoriques
En 1965, un agriculteur déterre une mandibule de mammouth en agrandissant sa cave. Des fouilles révèlent la présence de quatre huttes construites avec 149 os de mammouths. Ces logements, vieux de 15 000 ans, font partie des plus anciens abris connus pour avoir été construits par des hommes modernes. 
Les objets suivants ont également été découverts sur ce site :
- une carte gravée sur un os, décrivant probablement la région autour de l'abri
- des restes d'un « tambour » en os de mammouth peint avec un motif de points et de lignes en ocre rouge
- des parures en ambre et des coquillages fossilisés

## Sources
- (ru) Sergei Nikolaevich Bibikov,, Drevneishii Muzykalnyi Kompleks iz Kostei Mamonta: Ocherk Materialnoi i Dukhovnoi Kultury Paleoliticheskogo Cheloveka (The Oldest Musical Complex Made of Mammoth Bones), Kiev, Ukraine, Akademiia Nauk Ukrainskoi SSR, Institut Arkheologii. Naukova Dumka (en), 1981
- (ru) Ivan Hryhorovych Pidoplichko, Upper Palaeolithic dwellings of mammoth bones in the Ukraine: Kiev-Kirillovskii, Gontsy, Dobranichevka, Mezin and Mezhirich, Oxford, J. and E. Hedges, 1998 (ISBN 0-86054-949-6)
- (en) Ivan Hryhorovych Pidoplichko, The Mezhirich mammoth-bone houses, U.S. Geological Survey, 1978 (ASIN B0006WZGIS)
- (uk) (1972). Icтopiя мicт i ciл Укpaїнcькoї CCP - Черкаськa область (Histoire des villes et villages de la République Socialiste Soviétique d'Ukraine - oblast de Cherkasy), Kiev.
- (en) Ancient Inventions of Ukraine by Andrew Gregorovich
- (en) Mezhirich sur Emuseum @ Minnesota State University, Mankato
- (en) Mezhirich - Mammoth Camp sur Don's Maps: Resources for the study of Archaeology